# Bidysderina
Genre
Bidysderina est un genre d'araignées aranéomorphes de la famille des Oonopidae.

## Distribution
Les espèces de ce genre sont endémiques d'Équateur.

## Liste des espèces
Selon World Spider Catalog (version 20.5, 09/01/2020) :
- Bidysderina bifida Platnick, Dupérré, Berniker & Bonaldo, 2013
- Bidysderina cayambe Platnick, Dupérré, Berniker & Bonaldo, 2013
- Bidysderina niarchos Platnick, Dupérré, Berniker & Bonaldo, 2013
- Bidysderina perdido Platnick, Dupérré, Berniker & Bonaldo, 2013
- Bidysderina wagra Platnick, Dupérré, Berniker & Bonaldo, 2013

## Publication originale
- Platnick, Dupérré, Berniker & Bonaldo, 2013 : The goblin spider genera Prodysderina, Aschnaoonops, and Bidysderina (Araneae, Oonopidae). Bulletin of the American Museum of Natural History, no 373, p. 1-102 (texte intégral).